# Niger aux Jeux olympiques d'été de 2024
Le Niger participe aux Jeux olympiques de 2024 à Paris. Il s'agit de sa 14e participation à des Jeux olympiques d'été.
Le taekwondoïste Abdoulrazak Issoufou Alfaga et l'athlète Samira Awali Boubacar sont les porte-drapeaux de la délégation nigérienne.

## Nombre d’athlètes qualifiés par sport
Voici la liste des qualifiés et sélectionnés nigériens par sport (remplaçants compris) :
| Sport                                 | Hommes | Femmes | Total |
| ------------------------------------- | ------ | ------ | ----- |
| Athlétisme                            | -      | 1      | 1     |
| Judo                                  | 1      | -      | 1     |
| Escrime                               | 1      | -      | 1     |
| Sports aquatiques • Natation sportive | 1      | 1      | 2     |
| Taekwondo                             | 2      | -      | 2     |
| Total                                 | 5      | 2      | 7     |

## Résultats

### Athlétisme
| Athlètes              | Épreuve | Tour préliminaire | Tour préliminaire | Premier tour | Premier tour | Demi-finales | Demi-finales | Finale   | Finale   |
| Athlètes              | Épreuve | Temps             | Rang              | Temps        | Rang         | Temps        | Rang         | Temps    | Rang     |
| --------------------- | ------- | ----------------- | ----------------- | ------------ | ------------ | ------------ | ------------ | -------- | -------- |
| Samira Awali Boubacar | 100 m   | 12 s 06           | 5e                | Éliminée     | Éliminée     | Éliminée     | Éliminée     | Éliminée | Éliminée |

### Judo
| Athlète          | Compétition    | 1er tour                 | 2e tour             | Quart de finale     | Demi-finale         | Repêchage           | Finale / CB         | Rang    |
| Athlète          | Compétition    | Adversaire Résultat      | Adversaire Résultat | Adversaire Résultat | Adversaire Résultat | Adversaire Résultat | Adversaire Résultat | Rang    |
| ---------------- | -------------- | ------------------------ | ------------------- | ------------------- | ------------------- | ------------------- | ------------------- | ------- |
| Ismael Alhassane | Moins de 66 kg | Pongrácz Défaite 00 - 10 | Éliminé             | Éliminé             | Éliminé             | Éliminé             | Éliminé             | Éliminé |

### Escrime
| Athlète       | Compétition    | 1/32 de finale                  | Seizièmes de finale | Huitièmes de finale | Quarts de finale | Demi-finales / Classement | Finale / Classement | Rang |
| Athlète       | Compétition    | Adversaire Score                | Adversaire Score    | Adversaire Score    | Adversaire Score | Adversaire Score          | Adversaire Score    | Rang |
| ------------- | -------------- | ------------------------------- | ------------------- | ------------------- | ---------------- | ------------------------- | ------------------- | ---- |
| Evann Girault | Sabre masculin | Oh Sang-uk (KOR) Défaite 8 - 15 | Éliminé             | Éliminé             | Éliminé          | Éliminé                   | Éliminé             | 30e  |

### Natation
| Athlète         | Épreuve         | Séries  | Séries | Demi-finales | Demi-finales | Finale  | Finale  |
| Athlète         | Épreuve         | Temps   | Rang   | Temps        | Rang         | Temps   | Rang    |
| --------------- | --------------- | ------- | ------ | ------------ | ------------ | ------- | ------- |
| Marouane Mamane | 50 m nage libre | 30 s 66 | 72e    | Éliminé      | Éliminé      | Éliminé | Éliminé |

| Athlète           | Épreuve         | Séries  | Séries | Demi-finales | Demi-finales | Finale   | Finale   |
| Athlète           | Épreuve         | Temps   | Rang   | Temps        | Rang         | Temps    | Rang     |
| ----------------- | --------------- | ------- | ------ | ------------ | ------------ | -------- | -------- |
| Salima Youssoufou | 50 m nage libre | 33 s 66 | 74e    | Éliminée     | Éliminée     | Éliminée | Éliminée |

### Taekwondo
| Athlète               | Compétition    | Éliminatoires       | Huitième de finale          | Quart de finale     | Demi-finale         | Repêchage                      | Finale / CB         | Rang    |
| Athlète               | Compétition    | Adversaire Résultat | Adversaire Résultat         | Adversaire Résultat | Adversaire Résultat | Adversaire Résultat            | Adversaire Résultat | Rang    |
| --------------------- | -------------- | ------------------- | --------------------------- | ------------------- | ------------------- | ------------------------------ | ------------------- | ------- |
| Nouridine Issaka      | Moins de 58 kg | Exempté             | Lewis Défaite 2-5, 4-6      | Éliminé             | Éliminé             | Éliminé                        | Éliminé             | Éliminé |
| Abdoul Razak Issoufou | Plus de 80 kg  | Exemptée            | Cunningham Défaite 5-6, 0-0 | Non disputé         | Non disputé         | Castillo Défaite 0-4, 2-0, 6-0 | Éliminé             | Éliminé |